# Herman Gerdsen
Herman Gerdsen (Haalderen, 16 juli 1953 – Nijmegen, 23 maart 2024) was een Nederlands voetballer die doorgaans als rechtsbuiten speelde. Hij stond onder contract bij SC NEC en Vitesse.

## Loopbaan
Gerdsen begon bij HAVO uit Haalderen en werd in 1973 door N.E.C. gehaald voor het C-team. Vanwege personele problemen werd hij door trainer Leen Looijen al snel als amateur bij het eerste team gehaald en kreeg een contract. Met N.E.C. degradeerde hij in 1974 naar de Eerste divisie en promoveerde hij in 1975 terug naar de Eredivisie. In 1976 ging hij naar Vitesse waarmee hij in 1977 naar de Eredivisie promoveerde. Na de degradatie van Vitesse uit de Eredivisie in 1980 ontstond een conflict over zijn contract. Hierin werd hij in februari 1981 in het gelijk gesteld en Vitesse moest hem nog doorbetalen. Ondertussen stond hij op non-actief en overstappen naar N.E.C. en FC Volendam (geen overeenstemming vanwege lopend conflict) en FC Groningen (afgetest) gingen niet door. Hierna ging hij wederom voor zijn jeugdclub HAVO spelen. Nadat Looijen voor het seizoen 1982/83 werd aangesteld als trainer van Vitesse keerde Gerdsen weer terug bij de club uit Arnhem. Na dat seizoen keerde hij terug naar de amateurs en speelde nog voor VV Rheden en RKSV Brakkenstein.

## Persoonlijk
Gerdsen was een zoon van een Nederlandse moeder en Molukse vader. Naast het voetbal had hij een snackbar in de Arnhemse wijk Malburgen-West.
Herman Gerdsen overleed in maart 2024 op 70-jarige leeftijd.

## Erelijst
Met  N.E.C.
Eerste divisie 1974/75
Met  Vitesse
Eerste divisie 1976/77
Met  VV Rheden
Zondag Hoofdklasse B 1984/85